# Kifli Zenekar
A Kifli Zenekar egy főként gyermekeknek ajánlott zenét játszó magyar együttes.

## Története
A Kifli Zenekar 2018 júliusában, az Alma együttes kettéválása után alakult meg. 
A Kifli Zenekar alapító tagjai: Körmendy Dávid, Maroevich Zsolt, Szabó Tibor és Székely Zoltán.
A Kifli Zenekar saját dalszövegeken túl többek között Kiss-Péterffy Márta, Orgoványi Anikó, Födő Tamás és Zelk Zoltán verseire komponálta zenéjét.
2020 februárjában a Kifli Zenekar a korábban megszokott formájában megszűnt, illetve kettévált. Maroevich Zsolt és Szabó Tibor Tibus bohóccal közösen létrehozta a Tibus és a Hintalók csapatát. Körmendy Dávid és Székely Zoltán pedig Kiflihajó néven kialakították saját együttesüket. A Kiflihajó a Kifli koncertek színpadi kerettörténetét és a dalrepertoár egy részét a Kifli Zenekartól megszokott módon viszi tovább új tagjaival, Körmendy-Tóth Boglárkával és Sas Szilárddal.[forrás?]

## Tagjai
- Körmendy Dávid – ének, vokál, beatbox, cajón
- Maroevich Zsolt – brácsa, cselló, basszusgitár, vokál
- Szabó Tibor – gitár, basszusgitár, tambura, buzuki
- Székely Zoltán – furulya, kaval, tilinkó, tárogató, szaxofon, vokál

## Albumok

### Kiflihajó(2019)
- Tisza (3:10)
- Nincs szebb madár (3:29)
- Kiflihajó (3:11)
- Boszorkányos (4:07)
- Unkadzsunka (3:20)
- Varázs-ló (3:52)
- Föld alatti izgalom (2:15)
- A kis kertész (3:09)
- Mi legyek (3:30)
- Együtt a család (3:00)
- Holnapocska dal (2:29)
- Csücsök, a kalóz (2:38)

Teljes játékidő: 39:10 